# 9472 Bruges
A 9472 Bruges (ideiglenes jelöléssel 1998 OD14) a Naprendszer kisbolygóövében található aszteroida. Eric Walter Elst fedezte fel 1998. július 26-án.